# Carlsberg Challenge 1984
Die Carlsberg Challenge 1984 war ein professionelles Snooker-Einladungsturnier der Saison 1984/85. Das Turnier wurde vom 14. bis zum 16. September 1984 in den RTÉ Studios im irischen Dublin ausgetragen. Sieger wurde der Engländer Jimmy White, der im Finale seinen Landsmann Tony Knowles mit 9:7 besiegte. White spielte zudem mit zwei 97er-Breaks die beiden höchsten Break des Turnieres.

## Preisgeld
Sponsor des im Fernsehen übertragenen Turnieres war die Brauerei Carlsberg, die insgesamt 19.500 Pfund Sterling ausschüttete, von denen knapp zwei Fünftel auf den Sieger entfielen.
|              | Preisgeld |
| ------------ | --------- |
| Sieger       | 7.500 £   |
| Finalist     | 5.000 £   |
| Halbfinalist | 3.500 £   |
| Insgesamt    | 19.500 £  |

## Turnierverlauf
Zum Turnier wurden vier Spieler eingeladen, die im K.-o.-System um den Turniersieg spielten. Dabei wurden die Halbfinalspiele im Modus Best of 9 Frames ausgetragen, während das Endspiel über maximal 17 Frames ging.

|  | Halbfinale Best of 9 Frames | Halbfinale Best of 9 Frames |             |              | Finale Best of 17 Frames | Finale Best of 17 Frames |
|  |                             |                             |             |              |                          |                          |
|  |                             |                             |             |              |                          |                          |
|  | Jimmy White                 | 5                           |             |              |                          |                          |
|  | Kirk Stevens                | 0                           |             |              |                          |                          |
|  |                             |                             | Jimmy White | 9            |                          |                          |
|  |                             |                             |             | Tony Knowles | 7                        |                          |
|  | Tony Knowles                | 5                           |             |              |                          |                          |
|  | Alex Higgins                | 3                           |             |              |                          |                          |
|  |                             |                             |             |              |                          |                          |

### Finale
Im Finale trafen mit Jimmy White die Nummer sieben und mit Tony Knowles die Nummer zwei der Weltrangliste aufeinander. White hatte mit einem whitewash über den Kanadier Kirk Stevens das Finale erreicht, während Knowles sich mit 5:3 gegen Alex Higgins durchsetzen musste.
Die erste Matchhälfte war in großen Teilen von Knowles dominiert, der mit 1:3, 2:4 und 3:5 in Führung ging. Im Anschluss allerdings konnte White das Spiel drehen und selbst mit 6:5 in Führung gehen, bevor dies Knowles egalisierte und mit 6:7 führte. Anschließend drehte wiederum White das Spiel und konnte mit einem 70:39 im 16. Frame der Partie diese mit 9:7 gewinnen.
| Finale: Best of 17 Frames RTE Studios, Dublin, Irland, 16. September 1984                                                          |                |              |
| Jimmy White | 9:7            | Tony Knowles |
| 12:73, 68:11, 16:73, 13:83 (78), 61:37, 49:65, 68:0, 22:81 (81), 97:20 (97), 86:42, 100:22, 40:48, 51:69, 84:51, 119:0 (73), 70:39 |                |              |
| 97 | Höchstes Break | 81           |
| – | Century-Breaks | –            |
| 2 | 50+-Breaks     | 2            |